# Пјано (Савона)
Пјано је насеље у Италији у округу Савона, региону Лигурија.
Према процени из 2011. у насељу је живело 496 становника. Насеље се налази на надморској висини од 520 м.